# Општина Зимбор (Салаж)
Зимбор (рум. Zimbor) општина је у Румунији у округу Салаж.
Oпштина се налази на надморској висини од 287 m.